# Paul Jenkins
Paul Jenkins (1939 - 1º de julho de 2013) foi um ator americano.
Apesar de suas aparições em filmes como Network e Chinatown, Jenkins era mais conhecido por seu trabalho na televisão, que incluiu participações em M * A * S * H, Columbo, Lou Grant, Kojak, The Partridge Family e Starsky e Hutch. Ficou conhecido também por interpretar o professor Parks em The Waltons e Eddie em Dinasty.